# Wells-next-the-Sea
Pour les articles homonymes, voir Wells.
Wells-next-the-Sea est une ville dans le Norfolk en Angleterre, il est situé dans le district de North Norfolk. Située à 47.4 kilomètres de Norwich. Sa population est de 2451 habitants (2001). Dans Domesday Book de 1086, il a été énuméré comme Etduuella/Gu(u)ella/Guelle.